# Orden Vytautas des Großen

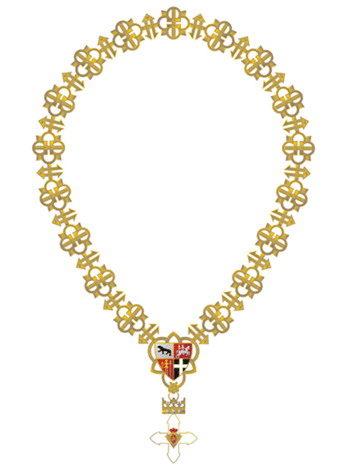
Collane des Orden Vytautas des Großen

Der Orden Vytautas des Großen ist ein staatlicher Orden der Republik Litauen. Er wurde 1930 anlässlich des 500. Todestages des litauischen Großfürsten Vytautas gestiftet und kann an Inländer und Ausländer zur Verleihung kommen, die sich um das Land oder das Gemeinwohl besonders verdient gemacht haben. Nach Art. 7 des Gesetzes über staatliche Auszeichnungen ist der Orden Vytautas des Großen mit Collane die höchste Auszeichnung des Landes.

## Ordensklassen
Der Orden besteht aus fünf Klassen, einer Sonderklasse mit Collane und einer affiliierten Medaille.
- Collane
- Großkreuz
- Großkommandeur
- Kommandeur
- Offizier
- Ritter
- Medaille des Orden Vytautas des Großen